# 田淵
田淵（1444年—？），字文淵，陝西延安府鄜州洛川縣人，民籍，明朝政治人物。

## 生平
陝西鄉試第十二名舉人。成化十七年（1481年）中式辛丑科會試第一百九十九名，三甲第一百三十三名進士。

## 家族
曾祖田希孟；祖父田政；父田原，典史。嫡母楊氏；繼母李氏；生母左氏。永感下。